# Marcin Oleksy
Marcin Oleksy (1987. április 11. –) lengyel mozgássérült labdarúgó, aki a Warta Poznań és a mozgássérült lengyel labdarúgó-válogatott csatáraként játszik. 2022-ben elnyerte a FIFA Puskás-díját.

## Élete
2010 előtt a harmadik ligás Arka Nowa Sól és a negyedik ligás Korona Kożuchów kapusaként játszott. Edzője, Andrzej Sawicki szerint Marcin sokra vihette volna a továbbiakban hálóőrként. 2010-ben Olesky azonban abbahagyta a labdarúgó karrierjét, hogy építőipari munkásként dolgozzon. 2010. november 20-án Zielona Góránál közúti munkavégzése közben egy autó elütötte, aminek következtében elvesztette a bal lábát. Két évig tolószékben élt, majd protézist kezdett el használni.
2019-ben a Warta Poznańban, 2021-ben pedig a lengyel amputált lábúak labdarúgó válogatottjában kezdett el játszani. A válogatottal a 13. helyen végzett a 2022-es világbajnokságon. 2023 februárjában 11 gólt szerzett a PZU Amp Futbol Ekstraklasában és 8 gólpasszt jegyzett.
2023-ban a Lengyelország Újjászületése érdemrend lovagkeresztjével tüntették ki.
Két gyermeke van, Tomasz és Antonina.

## A Puskás-díj
2023. február 28-án Oleksy megkapta az év legszebb gólt szerző játékosának járó FIFA Puskás-díjat, amelyet a The Best FIFA Football Awards 2022 gálán vehetett át.
Góljával a másik két döntős, Dimitri Payet és Richarlison előtt végzett. A győztes gólt 2022. november 6-án, a Warta Poznań és a Stal Rzeszów közötti mérkőzésen. egy fej feletti ollózó kapáslövéssel szerezte. Ő volt az első lengyel játékos és az első amputált lábú labdarúgó, aki elnyerte a díjat, valamint a legidősebb nyertes: 35 évesen.

## Fordítás
- Ez a szócikk részben vagy egészben  a   Marcin Oleksy című angol Wikipédia-szócikk ezen változatának fordításán alapul.  Az eredeti cikk szerkesztőit annak laptörténete sorolja fel. Ez a jelzés csupán a megfogalmazás eredetét és a szerzői jogokat jelzi, nem szolgál a cikkben szereplő információk forrásmegjelöléseként.